# Герб Лаппланда
Герб Лаппланда (швед. Lapplands vapen) — символ исторической провинции (ландскапа)
Лаппланд, Швеция. Также используется элемент гербов современных административно-территориальных образований ленов Вестерботтен и Норрботтен.

## История
Герб провинции известен из описания похорон Густава Вазы 1560 года и имел изображение двух золотых лыж. Однако, на коронации короля Карла ІХ в 1607 на гербе провинции появляется дикарь с выразительными мышцами и строгим лицом. Такой же герб используется и на похоронах короля в 1611 году.
18 января 1884 Тайный совет дал всем регионам право на использование герцогской короны (шведской версии).
Закраска дикаря была сначала чёрной, затем подавалась «естественным» цветом, а в 1949 году определена как красная.

## Описание (блазон)
В серебряном поле червлёный дикарь с зелёными берёзовыми венками на голове и бёдрах, держащий правой рукой опирающуюся на плечо золотую дубину.

## Содержание
Дикарь в геральдике является старинным символом нецивилизованного севера, который доминировал в книгах и гравюрах XVI века.